# Akku Yadav
Bharat Kalicharan,  connu comme Akku Yadav, est un criminel et un violeur notoire dans le nord de l’Inde. Il est assassiné le 13 août 2004 par ses victimes. Celles-ci seront jugées et acquittées, le juge soulignant la responsabilité de la police qui a manqué à ses obligations de protection de la population.

## Biographie
Avec sa bande, Akku Yadav a agressé trois cents familles appartenant à sa communauté dans les bidonvilles de Kasturba Nagar. Ils ont frappé, martyrisé, mutilé et tué des hommes, des femmes et des enfants. Akku Yadav s'est introduit par la force dans les habitations, volé de l'argent et des biens. Près de quarante femmes et enfants, dont certaines avaient une dizaine d'années ont été agressées sexuellement. Par ailleurs, les viols collectifs permettaient d'humilier et réduire au silence les victimes.
La majorité des victimes appartiennent à la caste des intouchables, alors qu'Akku Yadav appartenait à une caste supérieure. Les plaintes adressées à la police restent sans effet ou alors quand Akku Yadav est arrêté, il est jugé et libéré sous caution. Selon les victimes d'Akku Yadav, la police est corrompue : « il nourrissait les officiers locaux de pots-de-vin et de boisson, et ils le protégeaient. ».
Après une nouvelle arrestation, une audience de libération sous caution d'Akku Yadav est fixée au 13 août 2004 dans le tribunal de Nagpur. Dans la salle d'audience, Yadav voit une des femmes qu'il a violée, il se moque d’elle, la traite de prostituée et affirme qu'il va la violer de nouveau, « les policiers auraient ri ». Akku Yadav est alors lynché à l’intérieur du tribunal par une cinquantaine de femmes.
Dix ans après ce meurtre, 18 personnes sont jugées dans le même tribunal. Elles sont toutes acquittées. Le juge rejette la responsabilité de l'assassinat sur la police qui n'a pas protégé la population malgré les multiples plaintes reçues.

## À voir

### Documentaire
- Indian Predator: Murder in a Courtroom (en) (Indian Predator : Meurtre au tribunal), 2022